# Hans-Laurin Beyerling
Hans-Laurin Beyerling (* 14. Oktober 1997 in Magdeburg) ist ein deutscher Schauspieler und ehemaliger Kinderdarsteller.

## Leben
Erste Medienpräsenz hatte Hans-Laurin Beyerling bereits 1999 in Werbefilmen sowie 2000 in Reportagen über seine Familie. Seine erste Rolle spielte er in einer 2003 ausgestrahlten Episode von „Wolffs Revier“. Dort sang er auch das Lied der Titelsequenz. Seither ist er gelegentlich in weiteren Werbefilmen sowie in verschiedenen Rollen in TV-Serien und Filmen zu sehen.
2004 stellte Beyerling einen der Söhne Stauffenbergs in dem gleichnamigen Fernsehfilm dar, welcher den Deutschen Fernsehpreises 2004 als „Bester Film“ gewann. 2005 wirkte Beyerling in Gregor Schnitzlers mehrfach ausgezeichnetem Film „Die Wolke“ mit. Im September 2006 sang er gemeinsam mit Schwester Lena „Der kleine Eskimo“ ein. Mit diesem Titel traten die Geschwister 2006/2007 in mehreren Fernsehshows auf. Am 23. Oktober 2007 wurde die Serie „Kinder, Kinder“, in der Hans-Laurin Beyerling in eine durchgehende Rolle spielt, neben anderen Nominierungen mit dem Deutschen Comedypreis als beste Serie ausgezeichnet.
Er hat eine Schwester, die Schauspielerin Lena Beyerling, und zwei Brüder, den Schauspieler Hans Timo Beyerling und den Jugenddarsteller Jesse Beyerling.

## Filmografie
- 2003: Wolffs Revier (int. Titel: Wolff’s Turf), Episode Tod oder lebendig (TV)
- 2004: Mein Bruder ist ein Hund (int. Titel: My Brother is a Dog)
- 2004: Die Rückkehr des Vaters (TV)
- 2004: Stauffenberg (int. Titel: Operation Valkyrie)
- 2005: Zack! Comedy nach Maß (TV)
- 2005: Mein Vater und ich (TV)
- 2006: SOKO Wismar, Episode Allein zu Haus (TV)
- 2006: Die Wolke
- 2007: Kinder, Kinder (TV)
- 2008: Brüderchen und Schwesterchen (TV) (ARD-Märchenfilmreihe Sechs auf einen Streich)
- 2009: SOKO Leipzig, Episode Privatsache (TV)
- 2017: Aktenzeichen XY … gelöst!